# Grand et Petit Conseils de Gênes

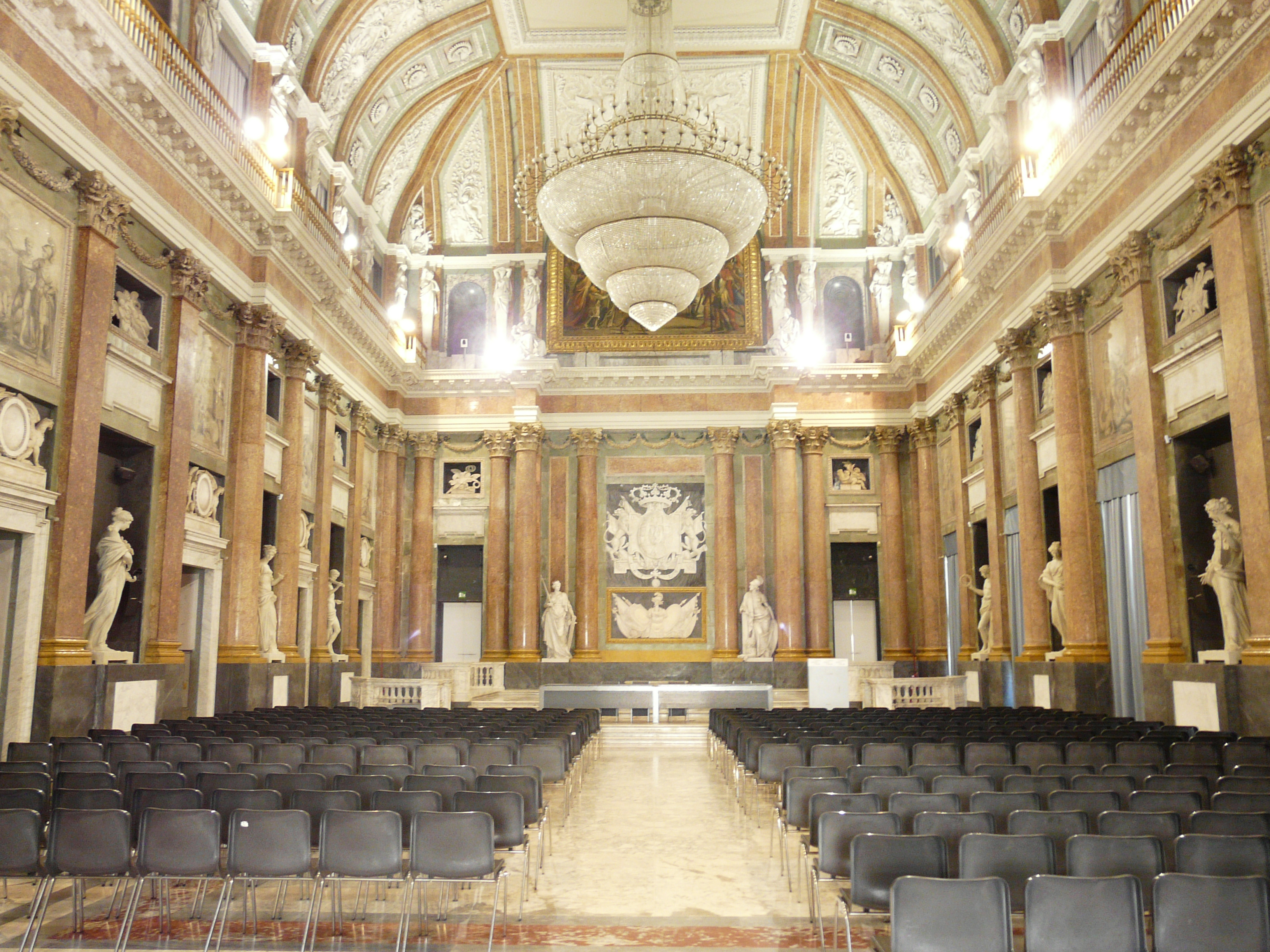
Grand conseil

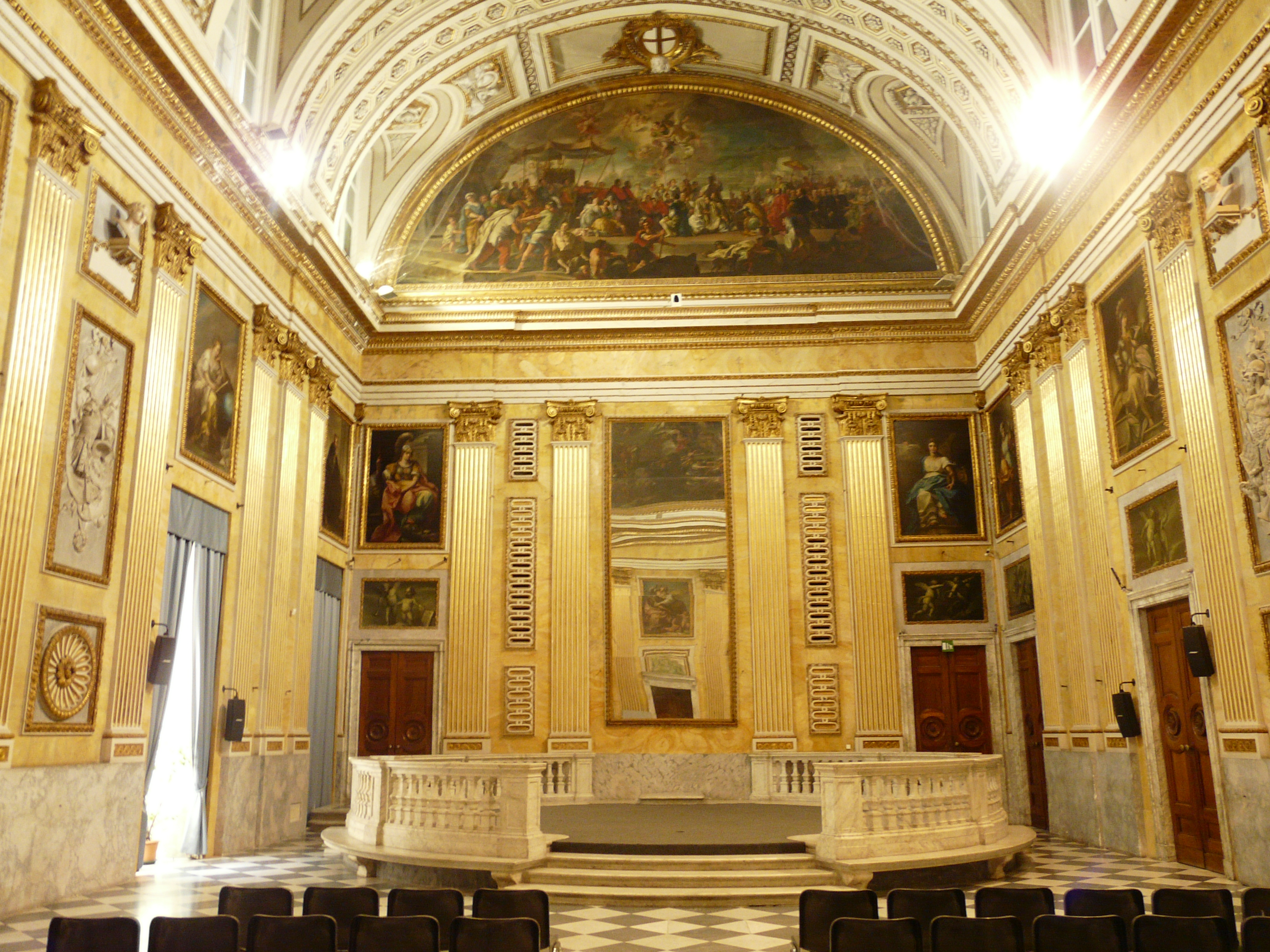
Petit conseil

Le Grand Conseil (Maggior Consiglio della Repubblica ou Gran Consiglio della Repubblica) et le Petit Conseil (Minor Consiglio della Repubblica ou Sénat) de Gênes sont les deux chambres du système politique bicamériste de la république de Gênes.
Ils furent créés à la suite des réformes de Andrea Doria en 1528 et disparurent avec la fin de la République en 1797.